# هوبير باتريك أوكونور
هوبير باتريك أوكونور هو كاهن كاثوليكي كندي، ولد في 17 فبراير 1928 في هنتنغدون في كندا، وتوفي في 24 يوليو 2007 في تورونتو في كندا.